# Ga Jiseok
Ga Jiseok (tiếng Hàn: 지석역; Hanja: 支石驛) là ga trên tuyến Everline ở Sangha-dong, Giheung-gu, Yongin, Hàn Quốc.

## Bố trí ga
| Đại học Kangnam ↑ |
| \| N/B            |
| ↓ Eojeong         |

| Hướng Bắc | ●Tuyến EverLine | ← Hướng đi Giheung            |
| Hướng Nam | ●Tuyến EverLine | → Hướng đi Jeondae–Everland → |

## Liên kết
- (tiếng Hàn) Thông tin ga từ Everline